# Monaj
Monaj ist eine ungarische Gemeinde im Kreis Szikszó im Komitat Borsod-Abaúj-Zemplén. Gut zwanzig Prozent der Bewohner gehören zur Volksgruppe der Roma.

## Geografische Lage
Monaj liegt in Nordungarn, 25 Kilometer nordöstlich des Komitatssitzes Miskolc und 12 Kilometer nördlich der Kreisstadt Szikszó. Nachbargemeinden sind Homrogd, Kupa, Selyeb, Rásonysápberencs und Léh.

## Sehenswürdigkeiten
- Römisch-katholische Kirche Páduai Szent Antal, erbaut 1935

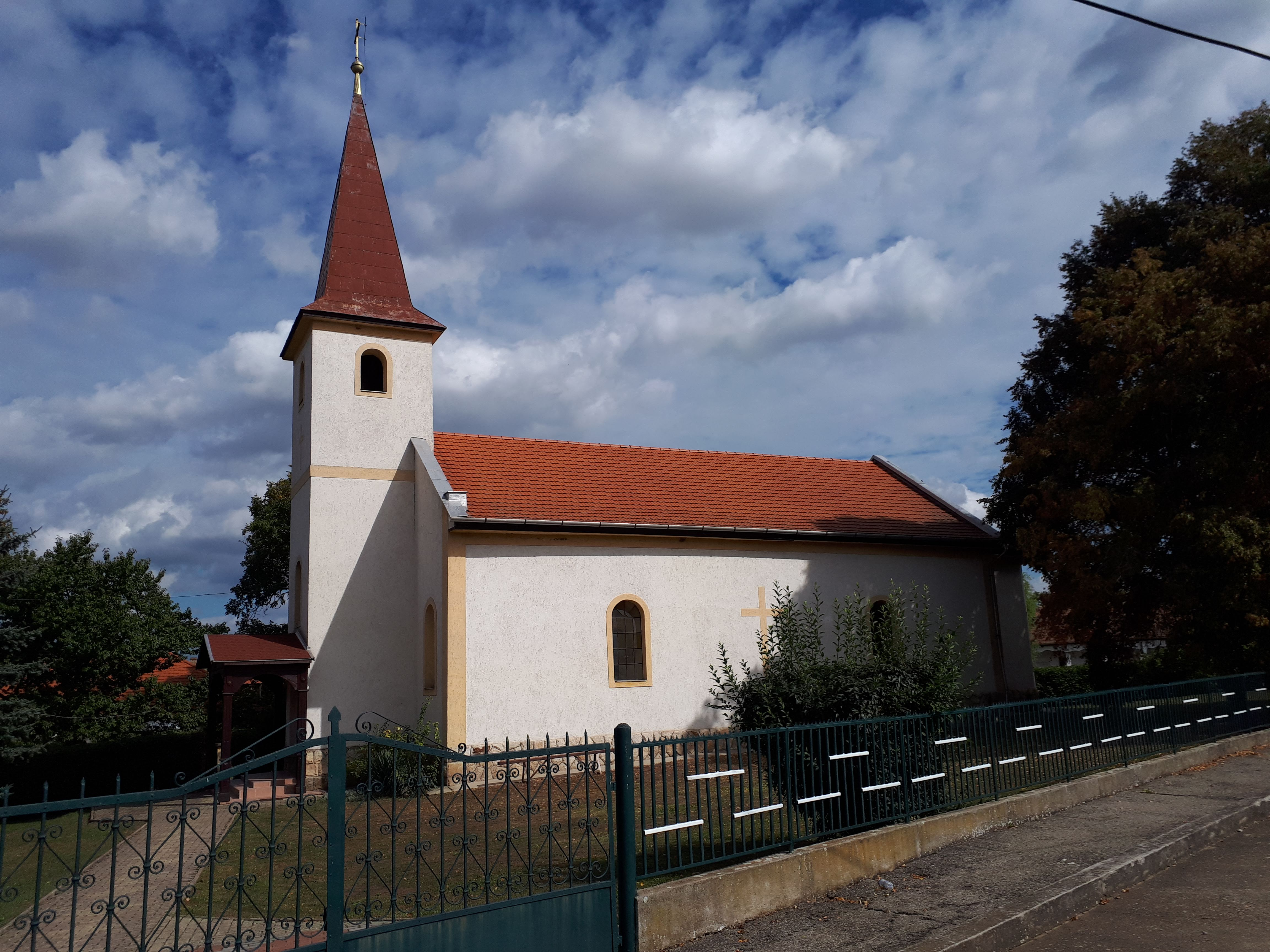
Römisch-katholische Kirche Páduai Szent Antal